# Gruibingen
Gruibingen là một thị trấn thuộc huyện Göppingen ở Baden-Württemberg ở miền nam Đức. Đô thị này có diện tích 23,05 km², dân số thời điểm 31 tháng 12 năm 2020 là 2213 người.